# Универзитет у Никозији
Универзитет у Никозији (енгл. University of Nicosia) је приватни универзитет који се налази у Никозији на Кипру. Највећи је универзитет на Кипру, са преко 12 000 студената.
Интерколеџ (енг: Intercollege) је постао Универзитет у Никозији, Кипар у септембру 2007. Касније се одвојио од остатка Универзитета у Никозији.
Кампус Универзитета у Никозији се простире на површини већој од 100.000 квадратних метара.

## Области студија
- Архитектура и сродне услуге
- Економија
- Комуникације и новинарство
- Рачунарство
- Информационе науке и технологија
- Инжењерске технологије
- Медицинске науке
- Друштвене науке и визуелна уметност
- Уметност и дизајн

## Парнери[3]
| Држава                    | Институција                                                                |
| Шпанија                   | Универзитет у Овиеду                                                       |
| Шведска                   | Институт Каролинска                                                        |
| Белгија                   | Европска комисија, Заједнички истраживачки центар                          |
| Грчка                     | Национална школа јавног здравља                                            |
| Ирска                     | Центар за надзор здравствене заштите                                       |
| Уједињено Краљевство      | Сент Џорџ, Универзитет у Лондону                                           |
| Уједињено Краљевство      | Империал колеџ Лондон                                                      |
| Уједињено Краљевство      | Универзитет у Кардифу                                                      |
| Сједињене Америчке Државе | Медицински огранак Универзитета Тексас                                     |
| Сједињене Америчке Државе | Универзитет Јужне Каролине                                                 |
| Аустралија                | Универзитет Деакин                                                         |
| Аустралија                | Министарство здравља Западне Аустралије                                    |
| Аустралија                | Универзитет Монаш                                                          |
| Аустралија                | Хитна помоћ Светог Џона Западна Аустралија                                 |
| Израел                    | Министарство здравља Израелског центра за контролу болести                 |
| Лебанон                   | Либанско-амерички универзитет                                              |
| Тајланд                   | Универзитет Чулалонгкорн, Медицински факултет                              |
| Бразил                    | Федерални универзитет Флуминенсе                                           |
| Бразил                    | Институт за студије јавног здравља, Федерални универзитет у Рио де Жанеиру |
| Грузија                   | Национални завод за статистику Грузије                                     |
| Грузија                   | Национални центар за контролу болести и јавно здравље                      |
| Грузија                   | Државни универзитет у Тбилисију                                            |
| Норвешка                  | Универзитет у Ослу                                                         |
| Словенија                 | Национални институт за јавно здравље                                       |
| Словенија                 | Универзитет у Љубљани                                                      |
| Бахреин                   | Универзитет у Бахреину                                                     |
| Кувајт                    | Универзитет у Кувајту                                                      |
| Гвинеја                   | Универзитет Кофи Анан у Гвинеји                                            |
| Бугарска                  | Медицински универзитет – Софија                                            |
| Француска                 | Француска школа јавног здравља                                             |
| Немачка                   | ЛМУ Минхен                                                                 |
| Бутан                     | Ројал Тимпу колеџ                                                          |
| Монголија                 | Национални универзитет медицинских наука Монголије                         |
| Камерон                   | Универзитет у Дшангу                                                       |
| Гана                      | Америчка међународна школа медицине                                        |
| Италија                   | Универзитет у Перуђи                                                       |
| Зеленортска Острва        | Жан Пијаже Универзитет Зеленортских Острва                                 |
| Судан                     | Универзитет у Гезири                                                       |
| Аустрија                  | Медицински универзитет у Бечу                                              |
| Уганда                    | Универзитет Макерере                                                       |
| Данска                    | Универзитет у Копенхагену                                                  |
| Естонија                  | Национални институт за развој здравља                                      |
| Колумбија                 | Кооперативни универзитет Колумбије, кампус Виллавиценцио                   |
| Тајван                    | Национални тајвански универзитет                                           |
| Маурицијус                | Универзитет на Маурицијусу                                                 |
| Алжир                     | Универзитет у Бејаији                                                      |
| Алжир                     | Универзитет М’Сила                                                         |
| Етиопија                  | Универзитет у Адис Абеби                                                   |
| Зимбабве                  | Велики Зимбабве универзитет                                                |
| Мексико                   | Универзитет технологија у Монтереју                                        |
| Kазахстан                 | Казахстански национални универзитет Ал-Фараби                              |
| Египат                    | Амерички универзитет у Каиру                                               |
| Украјина                  | Национални медицински универзитет О.О.Богомолетс у Кијеву, Украјина        |
| Русија                    | Руски универзитет пријатељства народа                                      |
| Перу                      | Пацифик универзитет                                                        |
| Сао Томе и Принципе       | Универзитет Сао Томе и Принципе                                            |
| Кипар                     | Медицински факултет Универзитета у Никозији                                |